# Tremhof
Tremhof (auch Hofgut Tremhof) ist ein Wohnplatz sowie ein ehemaliger Gutshof auf der Gemarkung des Freudenberger Stadtteils Boxtal im Main-Tauber-Kreis in Baden-Württemberg.

## Geographie

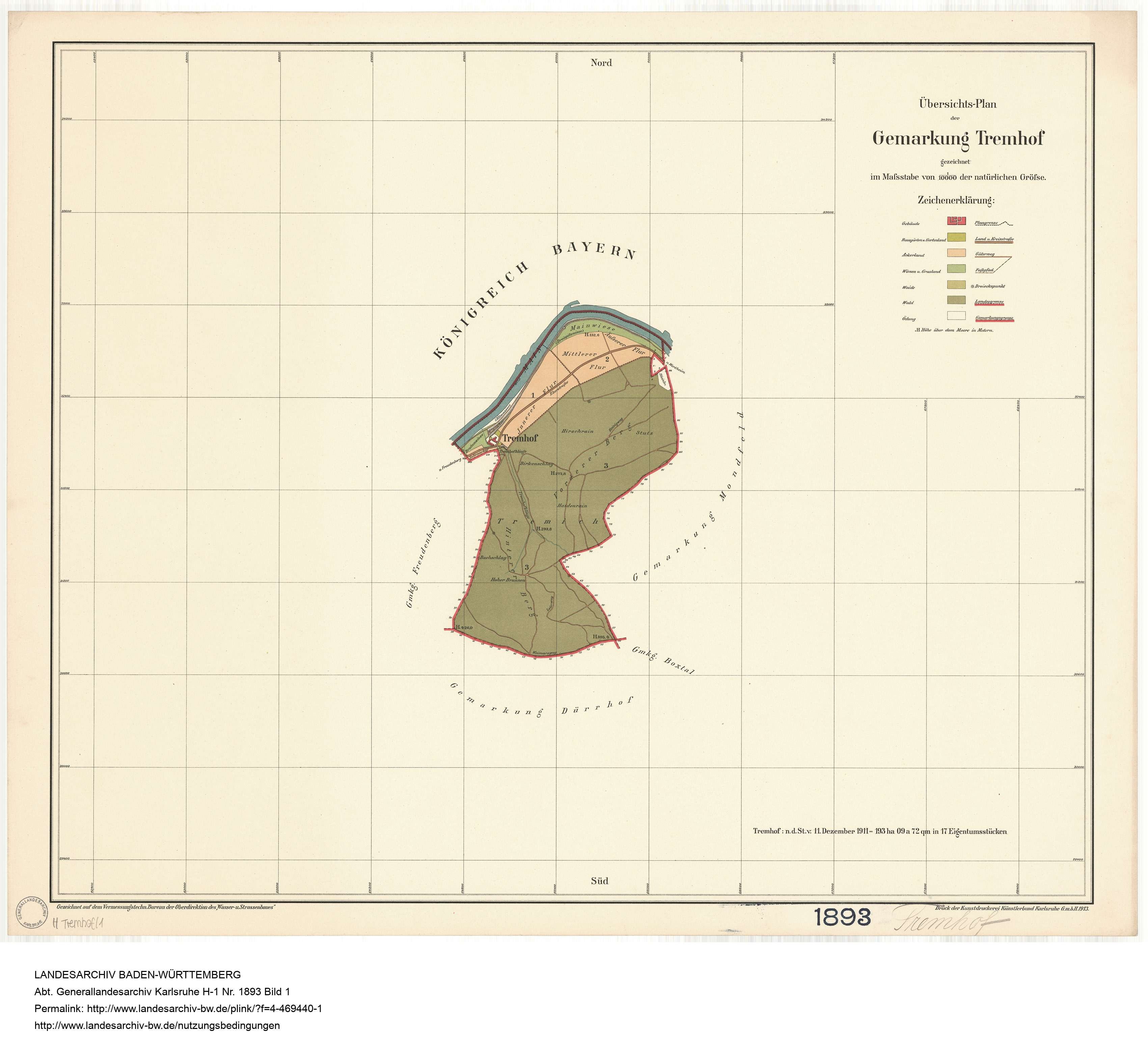
Gemarkung des Tremhofs, um 1911–1913

Der Wohnplatz liegt etwa drei Kilometer nordöstlich von Freudenberg an der linken Mainseite, wo auch der Bach aus der Tremhofklinge in den Main mündet. Tremhof ist über die L 2310 zu erreichen.

## Geschichte
Der Wohnplatz wurde im Jahre 1342 erstmals urkundlich als Treymbach erwähnt. Weitere Erwähnungen folten 1378 als Trimhof und 1415 als Trembach. Das Hofgut war ein Einzelhof im Bereich der Zehnt Bürgstadt; einst Lehen des Deutschen Ordens, dann der Grafen von Weigheim für die Rüdt von Gollenberg; kurz vor 1550 von Wertheim eingezogen. Die weitere Geschichte ist ähnlich wie der des Stadtteils Boxtal. Im Jahre 1925 wurde die eigene Gemarkung aufgehoben. Kirchlich gehörte Tremhof anfangs zur Pfarrei Dorfprozelten jenseits des Maines. Seit der Reformation folgte die gleiche Entwicklung wie bei Boxtal.
Der Wohnplatz Tremhof kam als Teil der ehemals selbständigen Gemeinde Boxtal am 1. Januar 1972 zur Stadt Freudenberg.

## Vogelschutzgebiet beim Tremhof
Durch Verordnung des Regierungspräsidiums Stuttgart über das Vogelschutzgebiet beim Tremhof vom 7. Dezember 1979 wurde am Wohnplatz ein Naturschutzgebiet mit 46,5 Hektar ausgewiesen. Das Vogelschutzgebiet beim Tremhof dient der „Erhaltung der im Schutzgebiet vorkommenden Vogelarten, insbesondere der Reiher“ (LUBW).